# 阿明·迪特尔·莱曼
阿明·迪特尔·莱曼（Armin Dieter Lehmann，1928年5月23日—2008年10月10日）曾是个希特拉青年團情报员，希特勒自杀前不久，他正在元首地堡工作，在希特勒自杀后，他很快便离开了。战后，他在从事旅游业事务以及撰写和平运动文章中度过了余生。